# あねけん
『あねけん』は、高野ういの4コマ漫画である。一迅社発行の『まんがぱれっとLite』（創刊時は『まんが4コマKINGSぱれっとLite』）VOL.1よりVOL.38（最終号）まで連載。また、姉妹誌の『まんが4コマぱれっと』2011年8月号・9月号にも掲載された。
『ぱれっと』本誌で連載していた『あにけん』のスピンオフ作品であり、同作品の一部の登場人物は本作にも登場する。

## ストーリー
大谷地満の姉・睦は、漫画家志望の同人作家。そんな彼女がひょんなことから4コマ漫画作家としてデビューし、単行本出版に至るまでを描く。

## 登場人物
『あにけん』と同様、登場人物の苗字は札幌市営地下鉄の駅名から、名前は数字を元に付けられている。
大谷地 睦（おおやち むつみ）
大谷地満の姉で漫画家志望の同人作家。
短気な性格であり、弟の満に手をあげることもしばしば。ゲームや特撮ものに熱中するなど、私生活は典型的なダメ人間。
満が書いていた姉の観察日記を睦が4コマ漫画として雑誌に投稿したところ、入選してしまう。
それに目をつけた編集の福住さんの勧めでネームを作成し、無事コンペを通過。
二迅社の雑誌「まんがぱろっと」で連載をすることになった。
ペンネームは「札幌むつみ」、作品名は「みちるレポート」。
大谷地 満（おおやち みつる）
睦の弟であり、アニ研部員2年生。姉には頭が上がらないが、オタクとしては似たもの姉弟。
彼がつけていた姉の観察日記が、睦の4コマ漫画のネタ。ある意味、睦の4コマ漫画の原作者といえる。
睦の漫画の進行を手伝うこともある。
大谷地 このみ（おおやち このみ）
満の妹でまだ小学生であるが、年の割には冷静でしっかり者。勉強も家の手伝いもする出来た妹である。
姉や兄とは違ってオタクではなく、ツッコミ役に回ることもしばしば。だが、姉思いの一面も見られる。
連載初期は顔が描かれていなかったが、第20話で初めて素顔が明かされた。
美園 千莎（みその ちさ）
睦と同じ時期に同じ雑誌で連載することになった作家。睦のことを激しくライバル視している。
他の人の前では猫を被っているが、睦を相手にしたときは黒いキャラ全開。
だが、睦の漫画の才能は認めている模様であり、最近では良きライバルになりつつある。
3キロのステーキを完食するなど、見た目に反してフードファイターでもある。
福住 百子（ふくずみ ももこ）
睦と千莎の担当編集者。
一見するとしっかりした大人の女性だが、実はオタク。睦とも意気投合するほど。
〆切間近には睦の家を直接訪れ、プレッシャーを与えるなど、仕事には厳しい性格。
「あにけん」の白石双葉の従姉妹であることが示唆されている。
なお、本編中では苗字しか明かされておらず、名前は単行本2巻の書き下ろし漫画で明らかになった。
澄川 千歳（すみかわ ちとせ）
「ぱろっと」の看板作家。ほのぼの系の作風を得意とする。
睦と千莎にアシスタントを依頼し、以来たびたび登場する。
おっとりしているが、微妙に毒のある性格。
元町 透子（もとまち とうこ）
睦の（数少ない）友人であり、同人仲間。現在は社会人である。
実は千莎とは合コン仲間であり、睦・千莎・透子の3人で遊びに出かけることもたまにある。

## 書籍情報
- 高野うい『あねけん』 一迅社〈まんが4コマKINGSぱれっとコミックス〉、全3巻
  1. 2009年5月5日初版発行（2009年4月22日発売）、 ISBN 978-4-7580-8033-0 ※『あにけん』第2巻と同時発売
  2. 2010年8月5日初版発行（2010年7月22日発売）、 ISBN 978-4-7580-8090-3 ※『あにけん』第3巻と同時発売
  3. 2011年8月5日初版発行（2011年7月22日発売）、ISBN 978-4-7580-8129-0 ※『あにけん』第4巻と同時発売

なお単行本3巻には、同作者がコミックPフラートにて連載していた4コマ漫画作品『しすコン』も収録されている。